# Marathon van Frankfurt 1981
De marathon van Frankfurt 1981 werd gelopen op zondag 17 mei 1981. Het was de eerste editie van deze marathon.
De Zweed Kjell-Erik Ståhl kwam bij de mannen als eerste over de streep in 2:13.20. Bij de vrouwen won de Duitse Doris Schlosser de wedstrijd.
In totaal schreven 3169 lopers zich in voor de wedstrijd, waarvan er 2588 finishten.

## Uitslagen

### Mannen
| rang   | naam                    | land | tijd    |
| ------ | ----------------------- | ---- | ------- |
| Goud   | Kjell-Erik Ståhl        | SWE  | 2:13.20 |
| Zilver | Günter Mielke           | GER  | 2:13.58 |
| Brons  | Eloy Rodriguez Schleder | BRA  | 2:14.54 |
| 4=     | Jeff Wells              | USA  | 2:15.03 |
| 4=     | Falko Will              | GER  | 2:15.03 |
| 6      | Werner Dörrenbächer     | GER  | 2:16.41 |
| 7      | Terry Manners           | NZL  | 2:18.08 |
| 8      | Gerhard Krippner        | GER  | 2:19.17 |
| 9      | Vasco Pereira           | POR  | 2:19.46 |
| 10     | Norbert Bollweg         | GER  | 2:19.59 |

### Vrouwen
| rang   | naam               | land | tijd    |
| ------ | ------------------ | ---- | ------- |
| Goud   | Doris Schlosser    | GER  | 2:47.13 |
| Zilver | Gillian Drake      | NZL  | 2:48.32 |
| Brons  | Ann-Katrin Walstam | SWE  | 2:52.02 |

1981 ·
1982 ·
1983 ·
1984 ·
1985 ·
1986 ·
1987 ·
1988 ·
1989 ·
1990 ·
1991 ·
1992 ·
1993 ·
1994 ·
1995 ·
1996 ·
1997 ·
1998 ·
1999 ·
2000 ·
2001 ·
2002 ·
2003 ·
2004 ·
2005 ·
2006 ·
2007 ·
2008 ·
2009 ·
2010 ·
2011 · 
2012 · 
2013 · 
2014 · 
2015 · 
2016 · 
2017